# Wangfujing

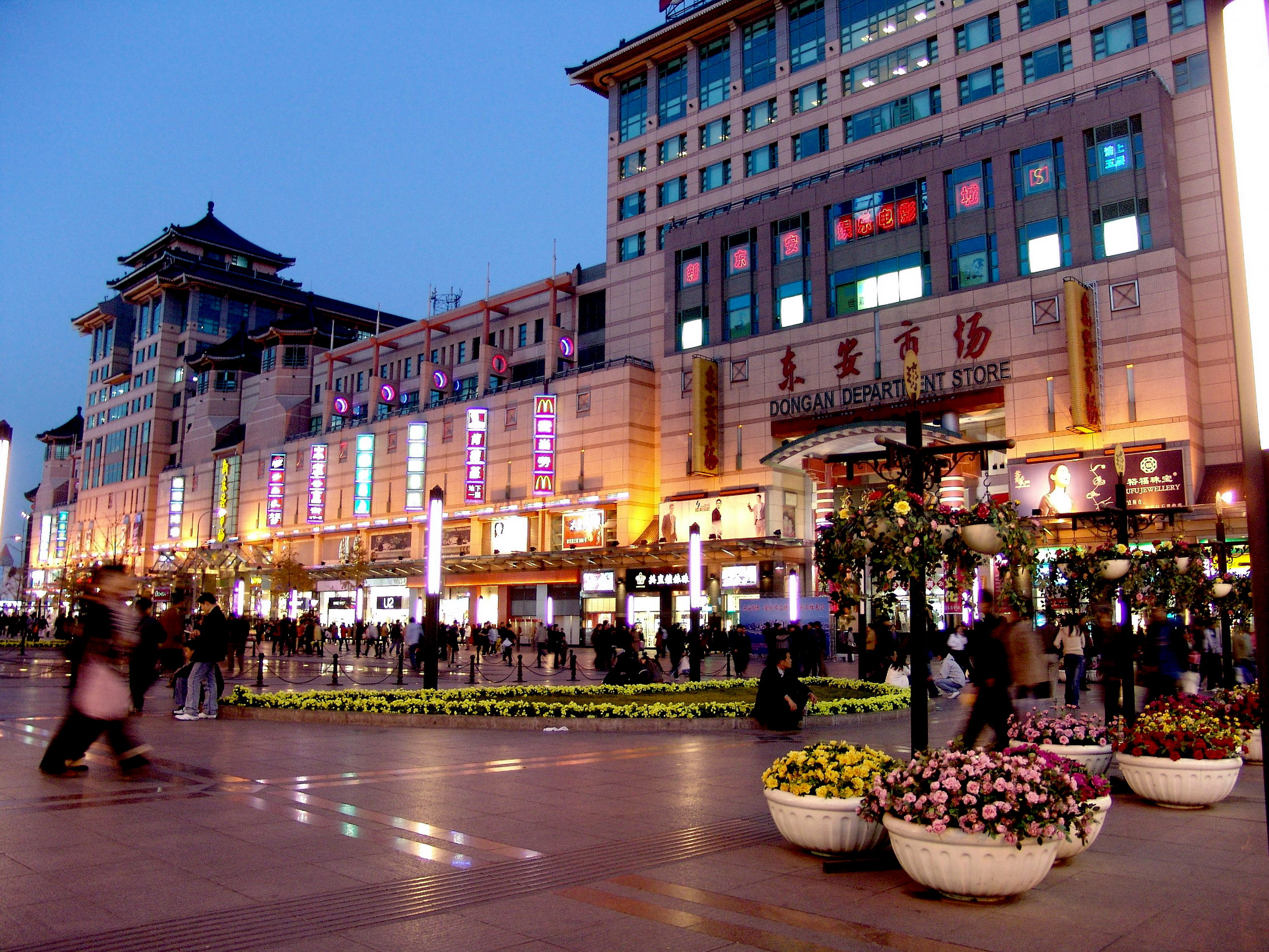
Wangfujing-Straße

Wangfujing (chinesisch 王府井社区, Pinyin Wángfǔjǐng Shèqū) ist eine Einwohnergemeinschaft im Straßenviertel Donghuamen des Stadtbezirks Dongcheng in der chinesischen Hauptstadt Peking. Die Wangfujing ist eine der bekanntesten und wichtigsten Einkaufsstraßen Chinas. Bereits zu Zeiten der Ming-Dynastie war sie eine wichtige Handelsstätte; in der späteren Qing-Dynastie bauten Adlige ihre Residenzen in die Wangfujing-Straße (wángfǔ „Regierungssitz des Königs“, jǐng „Brunnen“).
Unzählige Läden, Einkaufszentren und Cafés befinden sich an der Straße, der größte Teil ist für Fahrzeuge nicht befahrbar. 1903 entstand der Dong’an-Markt, außerdem gibt es eine christliche Kirche in der Straße.